# نادي تاتران بريشوف لكرة اليد
نادي تاتران بريشوف لكرة اليد هو نادي كرة يد في سلوفاكيا تأسس في سنة 1952. تبلغ سعة ملعبه 3870 متفرجا. يلعب في الدوري السلوفاكي لكرة اليد.